# Partit Inuit
El Partit Inuit (en groenlandès: Partii Inuit; PI) va ser un partit polític ecosocialista de Groenlàndia.

## Història
Durant el govern de Kuupik Kleist, l'Inuit Ataqatigiit va impulsar una llei que facilitava a les empreses estrangeres l'obtenció de llicències mineres i la contractació de treballadors forans. La llei garantia el dret de vaga dels treballadors estrangers i un salari mínim local, però permetia a les empreses deduir els costos d'assegurances i aliments del seu sou, el que provocava una important rebaixa del mateix. Com a resultat de l'aprovació de la llei, els dissidents de l'Inuit Ataqatigiit preocupats per l'explotació dels treballadors estrangers, així com pels impactes socials i ambientals de les noves operacions mineres, van formar el Partit Inuit.
A les eleccions legislatives de 2013, el PI va obtenir dos escons, entrant al primer gabinet de coalició d'Aleqa Hammond amb la cartera d'Habitatge, Medi ambient i Natura. Poc després el seu diputat Lars P. Mathæussen marxaria al Siumut, deixant al partit amb un sol escó al Parlament de Groenlàndia. Al novembre de 2013 es formaria el segon gabinet d'Aleqa Hammond, deixant al Partit Inuit fora del mateix. Tot i arribar a un primer pacte de suport extern, van passar a l'oposició al gener de 2014 disconformes amb les quotes tècniques en ampliar-se als Demokraatit.
A les eleccions de 2014 el suport al partit es desplomaria, perdent definitivament la representació al Parlament. La recuperaria temporalment el 17 de desembre de 2016 quan el diputat de Siumut Per Rosing-Petersen desertaria a l'Inuit, sent escollit com a líder. Tanmateix, només dos mesos més tard abandonaria el partit per integrar-se al Partii Naleraq.
Finalment, el 16 de març de 2018 s'anunciaria el procés de dissolució del Partit Inuit, integrant-se al Partii Naleraq.

## Resultats electorals

### Parlament de Groenlàndia
| Any  | Vots  | %        | Escons | ±   | Govern                  |
| ---- | ----- | -------- | ------ | --- | ----------------------- |
| 2013 | 1,930 | 6.4 (#4) | 2 / 31 | Nou | Coalició (2013)         |
| 2013 | 1,930 | 6.4 (#4) | 2 / 31 | Nou | Suport extern (2013-14) |
| 2013 | 1,930 | 6.4 (#4) | 2 / 31 | Nou | Oposició (2014)         |
| 2014 | 477   | 1.6 (#6) | 0 / 31 | 2   | Extraparlamentari       |

### Eleccions locals
| Any  | Vots  | %   | Escons | +/- |
| ---- | ----- | --- | ------ | --- |
| 2013 | 1,521 | 6.5 | 2 / 70 | Nou |